# Caspar Bartholin le Vieux
Pour les articles homonymes, voir Bartholin.
Caspar Bartholin le Vieux, né le 12 février 1585 à Malmø au Danemark (aujourd'hui en Suède) et décédé le 13 juillet 1629, était un polymathe, acceptant finalement un professorat en médecine à l'université de Copenhague en 1613. Il a plus tard, enseigné la théologie dans la même université.

## Biographie
Sa précocité était extraordinaire : à trois ans, il savait lire et à treize il a composé des discours en grec et latin et les a lus en public. Quand il avait dix-huit ans, il entra à l'Université de Copenhague et a ensuite étudié à Rostock et à Wittenberg.
Il a alors voyagé en Allemagne, aux Pays-Bas, en Angleterre, en France, en Italie et a été reçu avec respect dus aux différentes universités qu'il a visitées. En 1613, on lui a offert un poste de professeur de médecine à l'université de Copenhague et a rempli cette fonction pendant onze ans, quand, atteint d'une maladie grave, il fit le vœu que s'il devait se rétablir il s'appliquerait dès lors uniquement à la théologie. Il a réalisé son vœu en devenant le professeur de théologie à Copenhague et chanoine à Roskilde. Il est mort le 13 juillet 1629 à Sorø en Seeland.

## Contributions

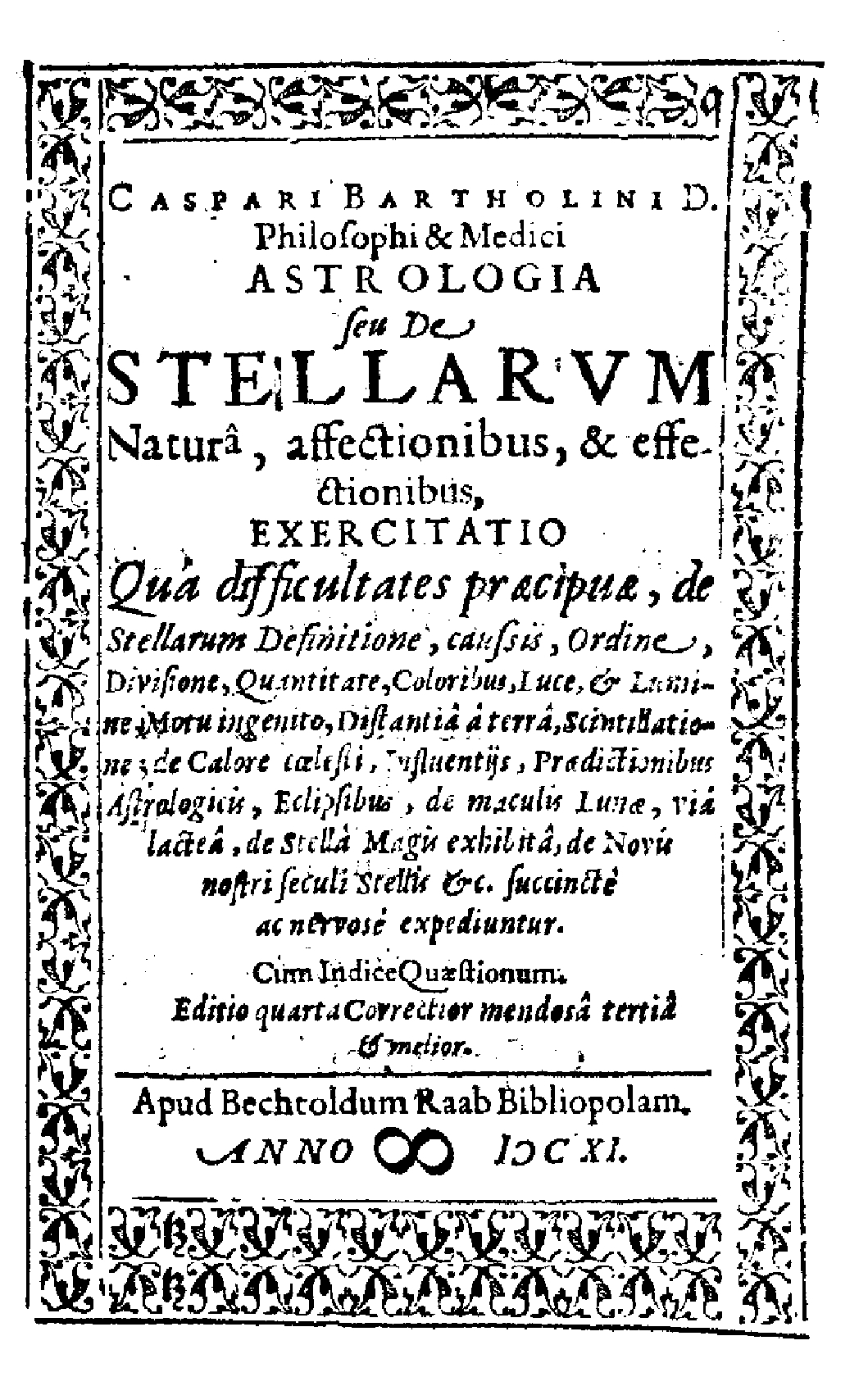
Astrologia, seu De stellarum natura, 1612

Son œuvre, Anatomicae Institutiones Corporis Humani (1611) fut pendant de nombreuses années un manuel standard sur l'anatomie.
Il a été le premier à décrire les trajets du nerf olfactif.
- (la) Astrologia, seu De stellarum natura, Wittenberg, Bechtoldus Raaben, 1612 (lire en ligne)

## Descendance
De ses fils, deux sont devenus savants :
- Thomas Bartholin (1616-1680), médecin, mathématicien et théologien danois ;
- Érasme Bartholin (1625-1698), médecin danois.